# Journal of Coastal Research
Das Journal of Costal Research (JCR) ist eine wissenschaftliche Fachzeitschrift für Ökologie und Landschaftsplanung und Management an Küsten. 
Das Magazin wird zweimal im Monat von der US-amerikanischen Coastal Education & Research Foundation (CERF) herausgegeben.
Inhaltlich deckt das Journal das gesamte Feld der Küstenforschung ab. Dazu gehören Themen aus den Fachrichtungen Umwelttechnik (Limnologie, Brackwasser oder Marine Lebensräume) und Management und Schutz der Ressourcen an Küsten.